# 巴環礁
南马洛斯马杜卢环礁（羅馬化：Maalhosmadulu Dhekunuburi），行政名称为巴環礁（英語：Baa Atoll；以第五个它拿字母命名）是馬爾代夫的行政環礁，由3個環礁，共75個島嶼（其中13個有人居住，另外有8個無人島發展成度假村）組成，人口為13501。
巴環礁是行政環礁，僅為行政區劃，並不是自然環礁。一如其他行政環礁，這些名稱並不能精確地從地理或文化上劃分馬爾代夫。

## 外部連接
. 巴環礁官方.   [2016-12-30]. （原始内容存档于2016-11-07）.